# Bartolaccio
Il bartolaccio, o bartlàz in dialetto forlivese, è un prodotto alimentare tipico dell'Appennino forlivese. 
Si compone di una sfoglia sottile, i cui ingredienti sono soltanto acqua e farina, farcita di un particolare ripieno: purea di patate, pancetta, parmigiano, sale e pepe. La sfoglia, poi, è richiusa su se stessa in modo da formare una mezzaluna (a somiglianza di un crescione). Il tutto è quindi cotto sulla piastra. È simile al tortello alla lastra diffuso in aree vicine; quest'ultimo ha però forma diversa, rettangolare. 
Si tratta di un prodotto della tradizione contadina povera.

## Sagre
A Tredozio si tiene anche, dal 1987, una ormai tradizionale "Sagra del Bartolaccio", solitamente nelle prime due domeniche di novembre.